# Erfolgsort (unerlaubte Handlung)
Der Erfolgsort einer unerlaubten oder strafbaren Handlung ist der Ort, an dem der Erfolg dieser Handlung eingetreten ist. Dies kann sowohl der Ort des ursächlichen Geschehens (Handlungsort) sein, als auch der Ort, an dem der Schaden entstanden ist (Schadensort). Auf Englisch heißt dieser Begriff place of effect.
Der deliktische Erfolgsort ist von dem schuldrechtlichen Erfolgsort zu unterscheiden.

## Deutschland
Der Erfolgsort ist von maßgeblicher Bedeutung im Delikts- und Strafrecht. Grundlage ist das Tatortprinzip.

### Deliktsrecht
Der Erfolgsort der unerlaubten Handlung begründet in Deutschland einen besonderen Gerichtsstand gem. § 32 ZPO. Nach § 32 ZPO ist für Klagen aus unerlaubten Handlungen neben dem allgemeinen Gerichtsstand am Wohnsitz des Schädigers (§ 13 ZPO) auch das Gericht örtlich zuständig, in dessen Bezirk eine unerlaubte Handlung (vor allem §§ 823 ff. BGB) begangen wurde. Das Tatortprinzip umfasst nicht nur die den Schaden begründende Handlung, sondern auch den Ort, an dem der Schaden eingetreten ist. Es kann daher am Wohnsitz des Schädigers oder am Erfolgsort Klage erhoben werden.
§ 32 ZPO wird analog auch auf die internationale Zuständigkeit angewendet.
Schießt beispielsweise ein Jäger in Deutschland auf einen Hasen und trifft einen Wanderer im grenznahen Österreich, dann ist der Erfolgsort der unerlaubten Handlung sowohl in Deutschland, dem Ort des ursächlichen Geschehens, als auch in Österreich (Schadensort). Der Wanderer kann den Jäger in einem solchen Fall sowohl in Deutschland als auch in Österreich auf Schadensersatz verklagen. Das materiell anwendbare Recht (Lex loci delicti) kann der Kläger bei einer Klage in Deutschland gem. Art. 40 EGBGB wählen.

### Strafrecht
Gem. § 9 Abs. 1 StGB ist eine Tat an jedem Ort begangen, an dem der Täter gehandelt hat oder im Falle des Unterlassens hätte handeln müssen oder an dem der zum Tatbestand gehörende Erfolg eingetreten ist oder nach der Vorstellung des Täters eintreten sollte. Einen tatbestandsmäßigen Erfolg haben jedenfalls die sog. Erfolgsdelikte. Bei Gefährdungsdelikten ist eine differenzierende Betrachtung erforderlich. Liegt bei Distanzdelikten der Erfolgsort (auch) in Deutschland, handelt es sich um eine Inlandstat gem. § 3 StGB mit der Folge, dass deutsches Strafrecht anwendbar ist.

## Schweiz
In der Schweiz ist der Tat- sowie der Erfolgsort im Strafgesetzbuch, Artikel 7 definiert. Als Erfolgsort einer versuchten strafbaren Handlung gilt der Ort, an dem die Tat gemäß der Absicht des Täters hätte stattfinden sollen.